# Sergej Nikolajevitj Lebedev

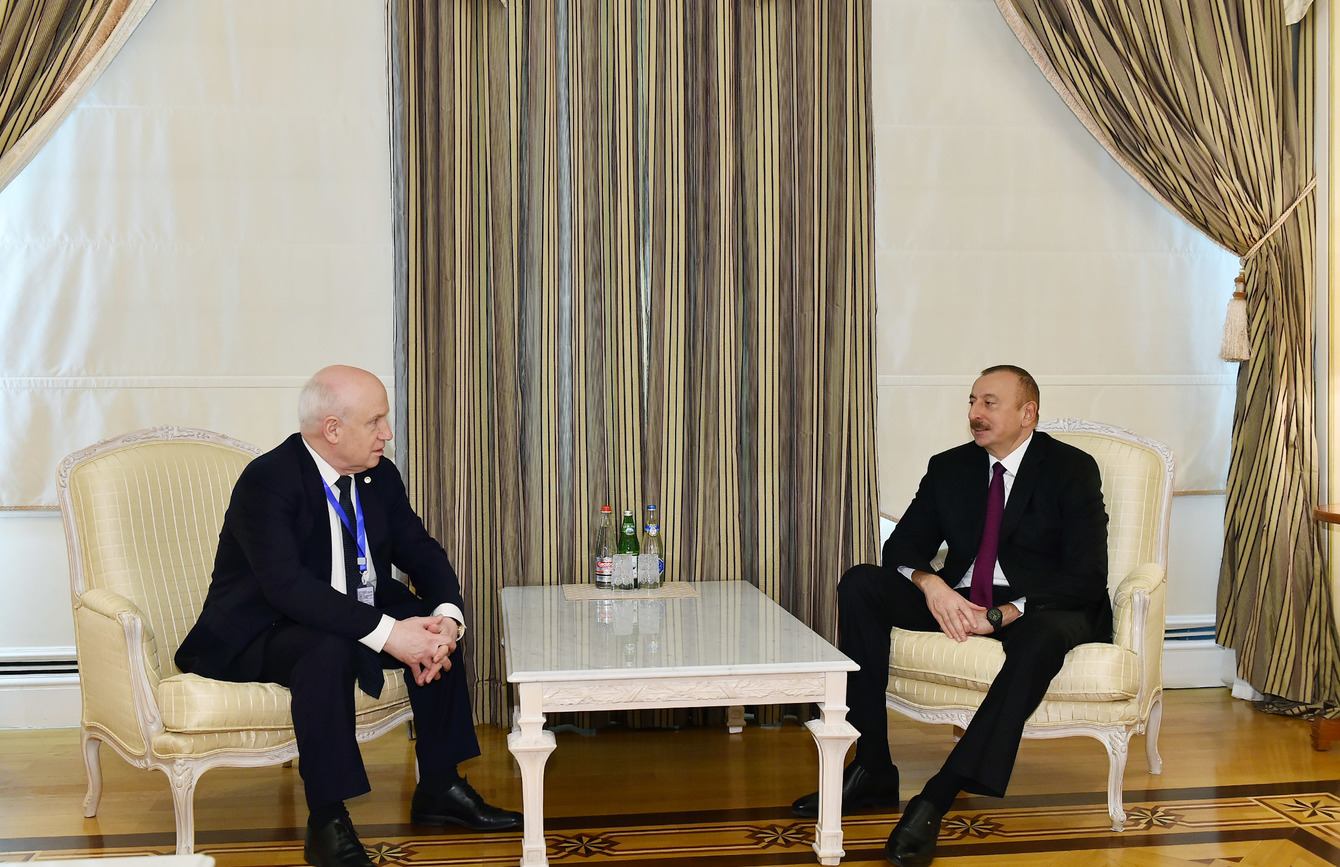
Sergej Lebedev med Azerbajdzjans president Ilham Aliyev, 2018.

Sergej Nikolajevitj Lebedev (ryska: Сергей Николаевич Лебедев), född 9 april 1948 i Dzjizak i Uzbekiska SSR (nu Jizzax i Uzbekistan) är en rysk politiker och underrättelseofficer. Han var 2000–2007 chef för Ryska federationens yttre underrättelsetjänst (SVR), och är sedan 2007 generalsekreterare i Oberoende staters samvälde (OSS).

## Biografi
Lebedev utexaminerades 1970 från Tjernigov-avdelningen av Kievs polytekniska institut, och 1978 från utrikesministeriets diplomatakademi. Han tjänstgjorde i röda armén 1971–72, och anställdes 1973 av KGB. År 1975 började han arbeta inom första huvuddirektoratet, utrikesunderrättelsetjänsten inom KGB. Likt Vladimir Putin tjänstgjorde Lebedev under 1980-talet i Östtyskland.
Efter Sovjetunionens upplösning övergick Lebedev till Ryska federationens yttre underrättelsetjänst (SVR). Åren 1998–2000 var han SVR:s representant i USA. Kort efter att Putin installerats som president i maj 2000 utsågs Lebedev till chef för SVR. Han innehade detta uppdrag till oktober 2007, då han valdes till generalsekreterare i Oberoende staters samvälde (OSS).